# Barlinek
Barlinek (njem. Berlinchen) je grad u Zapadnopomeranskom vojvodstvu, na sjeverozapadu Poljske. Na popisu stanovništva 2021. grad je imao 13.491 stanovnika.

## Zanimljivosti
Emanuel Lasker (1968. – 1941.) rođen je u Barlineku, tada dijelu Pruske.